# Anisia candicans
Anisia candicans är en tvåvingeart som beskrevs av Wulp 1890. Anisia candicans ingår i släktet Anisia och familjen parasitflugor. Inga underarter finns listade i Catalogue of Life.